# Podškolský mlýn
Podškolský mlýn v Blatné v okrese Strakonice je zaniklý vodní mlýn, který stál na řece Lomnice. V letech 1958–1967 byl chráněn jako nemovitá kulturní památka České republiky.

## Historie
Mlýn pocházel z období před rokem 1600. Při stavebním průzkumu bylo zjištěno gotické zdivo.
V roce 1895 vedl mlynář spory s mlynářkou z mlýna Jeklík, která nadměrně nadržovala vodu a málo jí odpouštěla; způsobovala zpětnou vodu zabraňující mletí v Podškolském mlýně a zároveň voda zaplavovala sklepy mlýna. 21. června 1895 byla Blatná zasažena povodní, která protrhla 10 rybníků; přes půdu mlýna skrz probouranou střechu byli zachraňováni sousedé z okolních domů.
Během 2. světové války byl mlýn nuceně uzavřen. V roce 1945 se mlynář při čištění náhonu, kam byly svedeny splašky z městské věznice, nakazil tyfem a zemřel. Roku 1949 byl definitivně ukončen provoz a rodina se z mlýna odstěhovala. V roce 1963 byl památkově chráněný mlýn navržen k demolici; roku 1969 zbořen a o rok později náhon zakryt a zatrubněn.

## Popis
Voda na vodní kolo vedla náhonem z rybníka a odpadním kanálem dlouhým 420 metrů se vracela do řeky; kanál zároveň sloužil jako náhon na mlýn Jeklík.
U zámeckých příkopů na jižní straně u mostu je splav zvaný „Slupí“, přes který přebytečná voda odtéká do Lomnice; stavidla se nacházela jen při mlýnských vantrokách. V roce 1930 mlýn odebíral vodu ze zámeckého příkopu; částečně zaklenutý náhon k mlýnu byl dlouhý jen 25 metrů a široký 4 metry.
V roce 1753 měl mlýn 2 složení; roku 1870 tři složení, ale používalo se pouze střídavé dvousložení; roku 1915 měl jedno složení české, jedno francouzské a jedno válcové. K roku 1930 je zaznamenána 1 válcová jednoduchá stolice (délka 50 cm, šířka 25 cm), 1 český kámen a 1 francouzský kámen. V roce 1753 měl mlýn 3 stoupy a roku 1773 4 stoupy.
Roku 1870 byla instalována Girardova turbína jako druhá v Čechách - mlýn měl k tomu roku 1 kolo na spodní vodu a 1 turbínu. K roku 1930 je ve mlýně zaznamenána Girardova turbína s vertikální osou (hltnost 419 l/s, na spádu 1,1 m dávala výkon 4,6 HP).